# Graèllsia
La graèllsia (Graellsia isabellae) és una espècie de lepidòpter ditrisi de la família dels satúrnids (Saturniidae) nativa de la península Ibèrica i França. Té un gran valor per als col·leccionistes, motiu pel qual s'ha vist perseguida arreu i amenaçada en algunes regions.

## Descripció

### Adult
Gran papallona, amb una envergadura alar d'entre 65 i 100 mm. Fort dimorfisme sexual. Els mascles estan dotats de grans antenes plomoses, mentre que les de les femelles són gairebé filiformes. Les ales són verdes, amb les venes de color bru i unes vistoses taques encerclades de negre al centre. Els mascles estan dotats de grans cues (d'uns 3 cm) i les de les femelles són molt més curtes.

### Larva
Poden arribar fins a 50 mm de llargària i passen per quatre estadis. En el moment de nàixer són negres; més tard, gris marró, i al final són verdes amb punts blancs. Tenen alguns pèls llargs, que ajuden a dissimular-les entre les fulles del pins.

## Biologia
Els adults volen entre l'abril i juny, depenent de la localitat. Les arnes són actives des que comença a vesprejar fins a la mitjanit, de vegades amb baixes temperatures.

### Reproducció
Al cap de poc de sortir del capoll, les femelles, des d'una branqueta, expulsen una feromona que els mascles capten gràcies a les antenes. Després de la còpula, les femelles ponen entre 100 i 150 ous fecundats a les branques dels pins, en grups no superiors a 15. La larva neix entre 18 i 30 dies més tard i comença immediatament a alimentar-se d'agulles de pi. Les erugues passen per cinc fases durant un període d'un mes i mig aproximadament, i es poden trobar fins a finals de juliol. Aleshores, baixen a terra on fan el capoll entre les acícules mortes. En aquesta etapa de crisàlide, passa tota la tardor i l'hivern, fins a la sortida dels adults, la primavera següent; ocasionalment, poden passar una temporada més en estat de pupa.

### Alimentació
Les erugues s'alimenten d'agulles de pi, en llibertat principalment de pi roig (Pinus sylvestris) i més rarament de pinassa (P. nigra), encara que també es pot alimentar de pinastre (P. pinaster), de pi blanc (P. halepensis) i de pi insigne (P. radiata). Sembla que té dificultats per aprofitar les espècies de pi no natives. La seva dieta a base de pi fa que normalment sigui víctima dels pesticides dirigits sobre la processionària del pi (Thaumetopoea pityocampa).
No s'alimenta durant l'etapa d'adult, fet pel qual rarament viuen més de 8 dies.

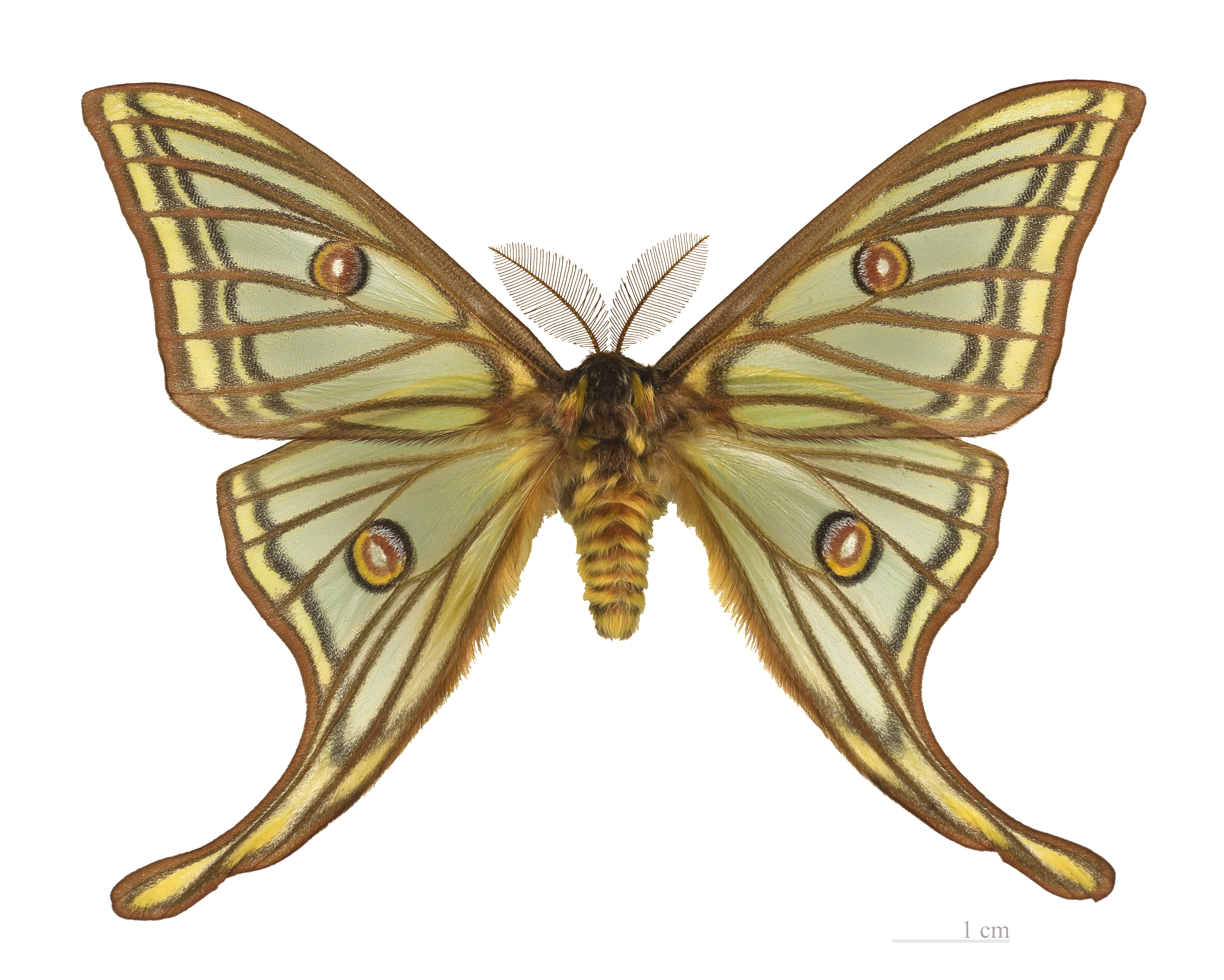
mascle, dorsal
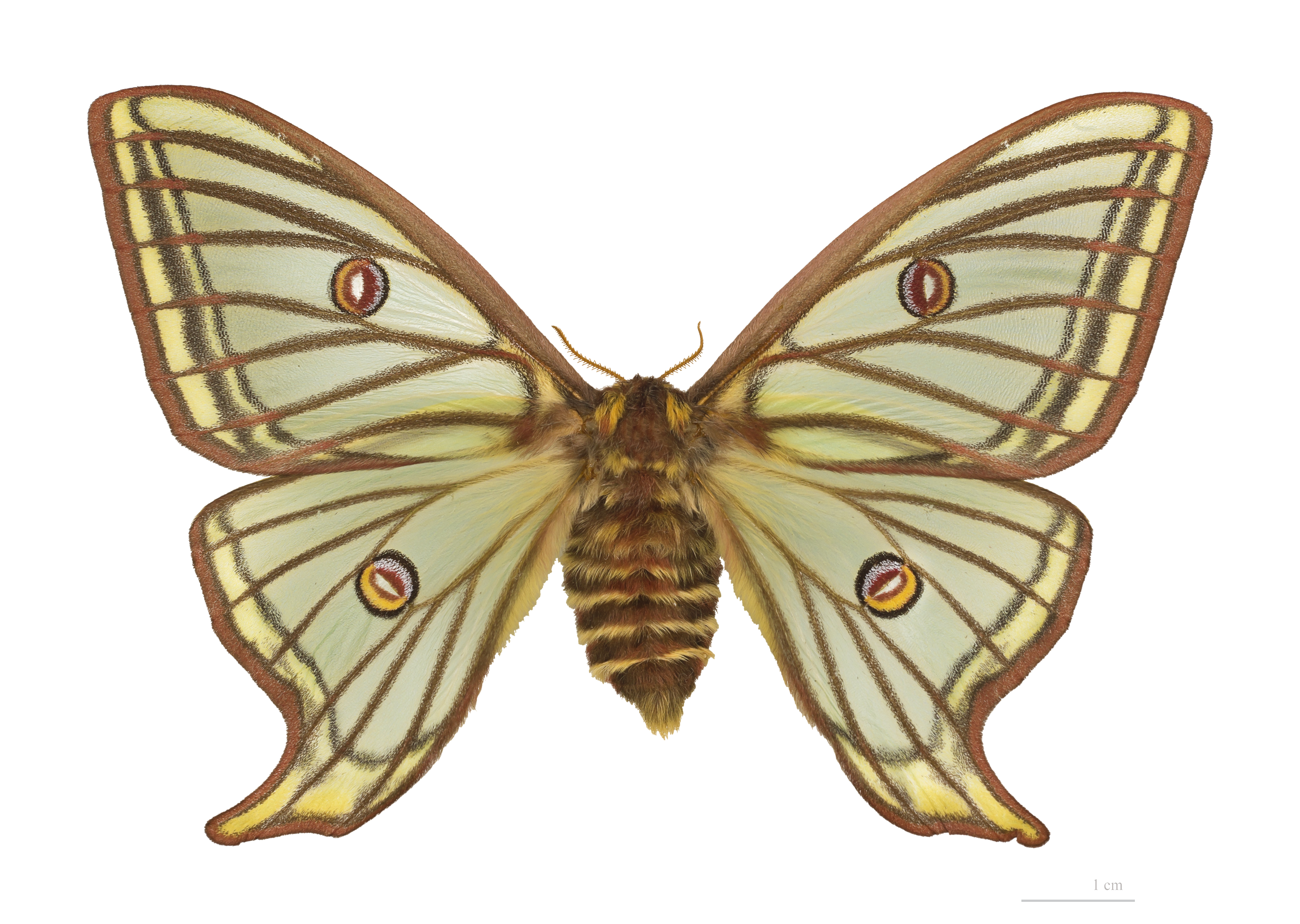
femella, dorsal
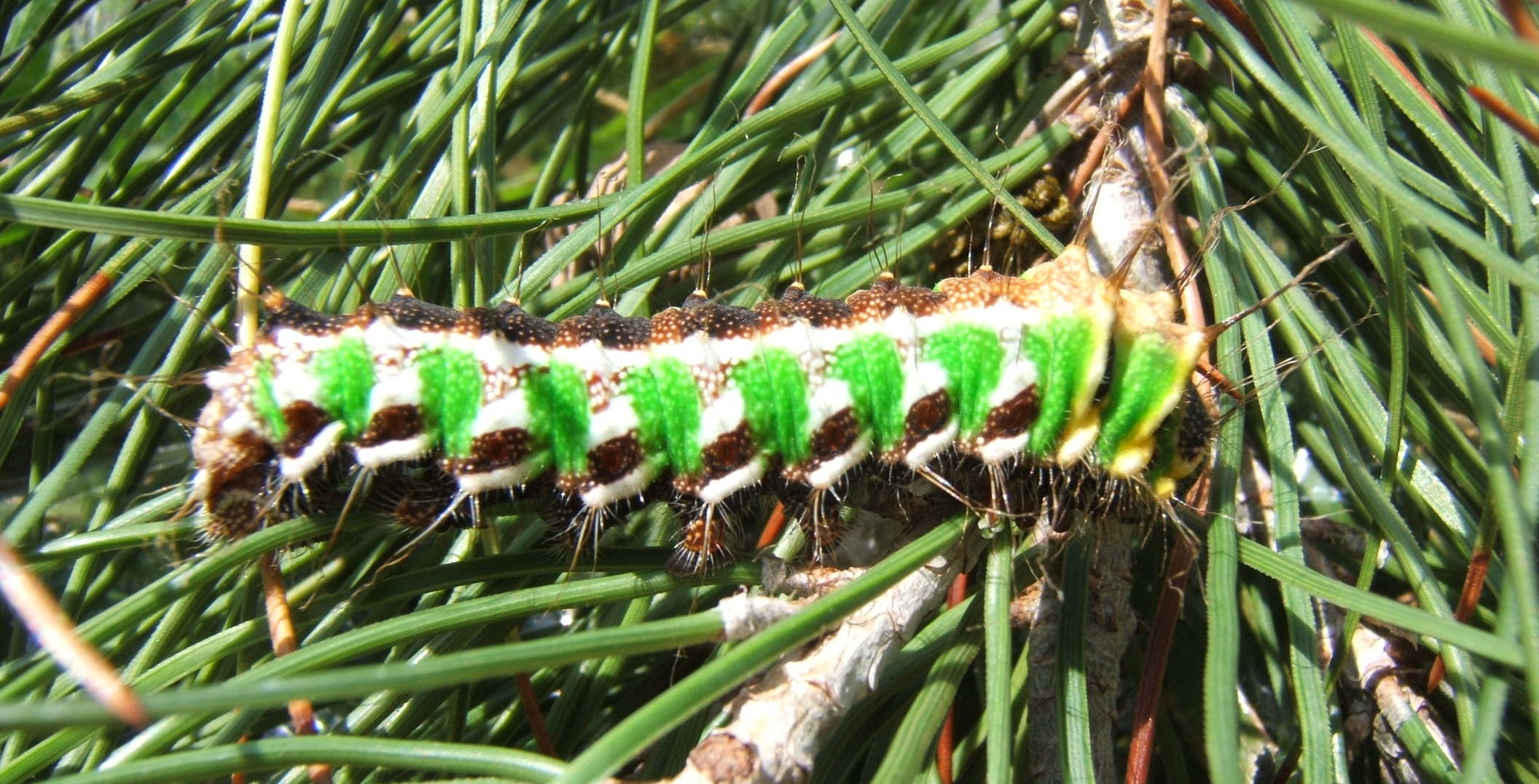
Eruga de graèllsia al final del desenvolupament larvari